# The Devil's Honey
The Devil's Honey (Italiaans: Il miele del diavolo), ook bekend als Dangerous Obsession, is een Italiaanse erotische film uit 1986 die is geregisseerd door Lucio Fulci. Het is een van zijn laatste grote films.

## Verhaal
Johnny en zijn vriendin Jessica vormen een jong stel dat constant seks heeft. Johnny raakt echter in coma na een motorongeluk, veroorzaakt door een hersenbloeding. Dr. Wendell Simpson, de chirurg die Johnny opereert, is verontrust over het overlijden van de jonge man, vooral wanneer Jessica hem begint te bedreigen en te stalken.
Jessica, die rouwt om Johnny’s dood, ontvoert Simpson en houdt hem gevangen in haar huis. Ze dwingt hem tot seksuele en psychologische mishandeling, waarbij ze de grenzen tussen liefde en haat verlegt. Uiteindelijk besluit Jessica zichzelf van het leven te beroven, maar Simpson voorkomt haar zelfmoord door met haar te slapen. Het einde van de film laat een verontrustend gedicht achter dat de tragische relatie tussen Jessica en Johnny weerspiegelt.

## Rolverdeling
| Acteur            | Personage           |
| ----------------- | ------------------- |
| Blanca Marsillach | Jessica             |
| Brett Halsey      | Dr. Wendell Simpson |
| Stefano Madia     | Johnny              |
| Corinne Cléry     | Carol Simpson       |
| Paula Molina      | Sandra              |
| Bernard Seray     | Nicky               |

## Release
The Devil's Honey werd uitgebracht op 14 augustus 1986.
In de Verenigde Staten werd een bewerkte versie van de film op VHS uitgebracht onder de titel Dangerous Obsession door A.I.P. Home Video. Op 26 september 2017 werd de film op blu-ray uitgebracht door Severin Films, met de onbewerkte versie van de film, met Engelse en Italiaanse audiotracks, evenals interviews met Brett Halsey, Corinne Clery, Vincenzo Salviani en Claudio Natili, en de featurette "Stephen Thrower over The Devil's Honey".

## Achtergrond
De film werd geproduceerd in Italië, dat in de jaren 80 bekend stond om het maken van grensverleggende genrefilms, vaak met een focus op seksualiteit en geweld. Fulci, hoewel bekend om zijn grafische horrorfilms, besloot met The Devil's Honey zijn bereik te vergroten door een meer emotioneel geladen en complex verhaal te vertellen. De film kreeg gemengde recensies, waarbij sommige critici de melodramatische toon en de onsamenhangendheid van het verhaal noemden als kritiekpunten, terwijl anderen de film waardeerden vanwege de unieke mengeling van erotiek en psychologische spanning.

## Kritische ontvangst
Veel recensenten roemen de ongewone combinatie van erotisch drama, psychologische diepgang en horror, wat de film een unieke plaats in Fulci's oeuvre geeft. De film wordt geprezen voor zijn surrealistische stijl, ondanks dat het een afwijking is van zijn gebruikelijke horrorwerk. Vooral de Blu-ray-release van 2017 door Severin Films kreeg positieve reacties vanwege de ongesneden versie van de film en extra's, zoals interviews met de cast en crew, die meer inzicht gaven in Fulci's creatieve proces.
Aan de andere kant is er kritiek op de melodramatische toon en de onsamenhangendheid van het verhaal. Sommige recensenten vonden de mix van seksuele obsessie, geweld en psychologische manipulatie verwarrend en ongemakkelijk. Voor andere kijkers vormt dit juist de aantrekkingskracht, vooral voor liefhebbers van exploitatiecinema en Fulci's meer chaotische films.